# Теория Хорндески
Теория Хорндески — скалярно-тензорная теория гравитации наиболее общего вида (в четырёх измерениях), уравнения которой имеют второй порядок. Хотя теория была предложена Хорндески ещё в 1974 году, основной интерес к ней появился только в 2010-х в связи с исследованиями галилеонов. Помимо общей теории относительности, теория Хорндески включает множество скалярно-тензорных теорий, такие как квинтэссенция, дилатон, хамелеон, теория Бранса — Дикке, как свой частный случай. Поскольку, в силу неустойчивости Остроградского, большинство физических теорий имеют уравнения порядка не выше второго, теория Хорндески представляется естественной ареной для систематического изучения свойств скалярно-тензорных теорий гравитации.

## Действие
Действие для теории Хорндески может быть записано в виде
{\displaystyle S[g_{\mu \nu },\phi ]=\int \mathrm {d} ^{4}x\,{\sqrt {-g}}\left[\sum _{i=2}^{5}{\frac {1}{8\pi G_{\text{N}}}}{\mathcal {L}}_{i}[g_{\mu \nu },\phi ]\,+{\mathcal {L}}_{\text{m}}[g_{\mu \nu },\psi _{M}]\right],}
где
{\displaystyle {\mathcal {L}}_{2}=G_{2}(\phi ,\,X)}
{\displaystyle {\mathcal {L}}_{3}=G_{3}(\phi ,\,X)\Box \phi }
{\displaystyle {\mathcal {L}}_{4}=G_{4}(\phi ,\,X)R+G_{4,X}(\phi ,\,X)\left[\left(\Box \phi \right)^{2}-\phi _{;\mu \nu }\phi ^{;\mu \nu }\right]}
{\displaystyle {\mathcal {L}}_{5}=G_{5}(\phi ,\,X)G_{\mu \nu }\phi ^{;\mu \nu }-{\frac {1}{6}}G_{5,X}(\phi ,\,X)\left[\left(\Box \phi \right)^{3}+2{\phi _{;\mu }}^{\nu }{\phi _{;\nu }}^{\alpha }{\phi _{;\alpha }}^{\mu }-3\phi _{;\mu \nu }\phi ^{;\mu \nu }\Box \phi \right]}
Здесь {\displaystyle G_{N}} — гравитационная постоянная, {\displaystyle G_{i}} — произвольные функции скалярного поля {\displaystyle \phi } и {\displaystyle X\equiv -1/2g^{\mu \nu }\phi _{;\mu }\phi _{;\nu }}, {\displaystyle R,G_{\mu \nu }} — скаляр Риччи и тензор Эйнштейна, точка с запятой обозначает ковариантную производную, а просто запятая — частную производную.